# 大激闘マッドポリス'80
『大激闘マッドポリス'80』（だいげきとうマッドポリスはちじゅう）は、1980年4月8日から同年7月22日まで日本テレビ系列で毎週火曜日21:00 - 21:54に全16話が放送された、東映制作の刑事ドラマである。
なお、続編『特命刑事』を併せると全26話となるが、本項では別作品として扱う。

## 概要
日本テレビ火曜夜9時枠の人気シリーズだった『大都会』（石原プロモーション製作）の終了を受け、同作の流れを汲んだ新たなハードアクションドラマとして製作された。1976年に東映京都製作の映画『暴走パニック 大激突』でアクション俳優として高く評価された渡瀬恒彦が主演を務める他、梅宮辰夫や東映ピラニア軍団出身の志賀勝、片桐竜次など主に任侠映画で活躍したアウトロー色の強い顔触れがレギュラー刑事役に据えられている。前番組である『探偵物語』（東映芸能ビデオ制作）に続いて東映グループが制作主体を担っているが、その中でも特に劇場用映画専門の制作事業部として機能していた東映東京撮影所企画製作部（現：第一製作部）がテレビ番組制作に初参入した作品である。
企画にはドン・ペンドルトンの暴力小説『マフィアへの挑戦』シリーズがイメージソースとして用いられており、本作品では時代設定を近未来に置き、日本全土の暴力団が大同団結した「ジャパンマフィア」と、その壊滅の命を受けた警察の特殊部隊「マッドポリス」という敵対する2つの勢力を設定。体裁は刑事ドラマとしてのスタイルを取りつつ、「10秒に一発撃ち、一分にひとりの犯人が死ぬ」というキャッチコピーの下、全話を通じて戦争さながらの過激なアクションを主体としたドラマが展開されている。
プロデューサーの山口剛は放送当時「通常の方法ではもう限界」、「組織と組織がぶつかり合う時のアクションを重視することから始めた」と語っており、刑事ドラマとしての枠をより柔軟な形で広げるために活動地域の無国籍化、刑事の設定を特殊セクションという形にすることによって行動パターンの枠を広げる方式によりシナリオ上の無理をスムーズに表現出来るようにしている。これは『大追跡』で既に採用していた方式だが、その基本の部分にさらにジャパンマフィアという全話共通の敵を存在させたことによって、よりストイックな形でドラマが進行するという特殊なパターンが用いられた。
タイトルは『大都会』『大追跡』のイメージを受け継ぎ、特殊部隊とジャパンマフィアとの「激突」を象徴したタイトルにすべく、当初は前述の『暴走パニック 大激突』にあやかって『大激突』と名付けた。しかし番組スポンサーのマツダから「『大激突』では自動車会社としてマイナスイメージになる」と難色を示し、『大激闘』に変更。さらに当時話題になっていたメル・ギブソン主演の映画『マッドマックス』にあやかる形で、主役の特殊部隊の名称をマッドポリスとし、タイトルにも『マッドポリス'80』を追加して落ち着いた。
視聴率面では初回11.9%、16話までの平均値も10.9%（ビデオリサーチ、関東地方）と苦戦を強いられ、一時は打ち切りも検討された。テコ入れ策として後述の日活・東宝系の外部監督の招聘などで内容の充実化を図った結果、中盤では15%台に上昇するなど一定の成果を見せたものの、劇中の激しい暴力描写は各新聞の投書欄や時事評論雑誌などでたびたび問題視され、さらにスポンサーからも番組の内容からキャスティング（志賀勝のガラの悪いキャラクターはスポンサーのイメージにかかわる、など）まで問題視されたこともあった。これを受け、第16話「人間狩り」におけるジャパンマフィア壊滅を以てシリーズに一旦の区切りが付けられることとなり、2クール契約満了までの残り10話分はメインキャストや世界観は据え置いたままに、バイオレンス色の払拭を図った『特命刑事』へ引き継がれた。プロデューサーの山口は本作品を振り返って「最初は最終回でジャパンマフィアのボスを倒すという構想だったが、それよりも一話ずつ各話が面白ければいいという考えになっていった。それゆえ結局ジャパンマフィアというのが最後までよくわからなかった」「最終決戦はもっと盛り上がるはずだったんだけど。ちゃんとやればもっと面白く出来た」と語っている。

## ストーリー
時は1980年代。日本の組織暴力は、幾多もの激しい抗争と政財界との癒着、海外マフィアとの結託を経て全国統一を達成し、巨大組織「ジャパンマフィア」を形成。日本全土は犯罪と暴力が支配する無法地帯と化していた。警察庁はこの事態に対処すべく、警察機構の旧態依然としたセクショナリズムを乗り越え、ジャパンマフィアに直接対決を挑んだ。その枢要として極秘裏に編成されたのが、従来の警察を遥かに越える武力と権限を委ねられた少数精鋭による特殊コマンドチームである。法も手段も超越した非情な捜査に臨むこの部隊を、マフィアたちは「命知らずの警官＝マッドポリス」の異名で恐れ慄いた。ジャパンマフィアを壊滅するその時まで、マッドポリスの壮絶な闘いの日々は果てしなく続く。

## 設定

### マッドポリス
「ジャパンマフィア」の壊滅を唯一の目的とした警察庁直轄の特殊部隊。メンバーは警察官としての身分を持つが、装備は拳銃や自動小銃のような軽火器から手榴弾などの爆発兵器にまで及び、一般の捜査員と同様の捜査活動以外に、潜入や破壊工作をはじめとした非合法任務にも対応する。「マッドポリス」とは通称であり、正式名称、詳細な創設経緯や組織系統などは劇中では明かされていない。

#### 本部
表向きは「ローリング建築設計事務所」という看板を掲げている。屋内は作戦室、射撃場などが設けられ、武器庫はリカーラックにカムフラージュされており、出撃時は棚の中心を軸として左右に自動でスライドされた後に武器庫が現れて装備を行う。

#### 戦闘服
オープニングから登場したMPの制服兼戦闘服だが、本編での実装は第5話からである。デザインは灰地の半袖シャツとパンツで、腕の部分にMPのエンブレムと思われるワッペン（NEW JAPANESE POLICE と書かれている）が付けられている。

#### メンバー
氷室 健一（演：渡瀬恒彦）
元警視庁本部勤務の敏腕刑事。MPではサブリーダー格だったが、第1話で前任者・八代の殉職に伴いキャップに昇格した。頭脳明晰かつ冷静沈着な佇まいで、敵に対しても常に非情に徹するが、平時はウイットやユーモアに富んだ一面も垣間見せ、他メンバーらとも気心が知れている。彼より年長の松村だけは「キャップ」でなく「旦那」と呼ぶ。ハンチング帽を愛用する（戦闘服着用時や変装時を除く）。拳銃からライフルまであらゆる銃器の扱いに精通し、ドライビングテクニックも超一流。愛銃はルガーP08とM16アサルトライフル。愛車はサバンナRX-7。
松村 兵助（演：梅宮辰夫）
通称「村さん」。MPのサブリーダー格。MPの最年長で、キャップの氷室も敬語で接する。捜査実務だけでなく、警察上層部との連絡・交渉役も務める。刑事としての長い経験から、JM構成員や未逮捕の殺し屋など犯罪者に関する情報に精通している。普段は美食と女性を愛する伊達男然と振る舞っているが、マフィアに対しては女であっても呵責がない。愛銃はマグナムリボルバーとレミントンショットガン。
芹沢 末八（演：志賀勝）
通称「芹さん」。元マル暴刑事で、ヤクザさながらの強面を持つ武闘派。射撃だけでなく格闘にも長けている。大阪出身で、常に大阪弁でまくし立てるように話す。松村を「兄貴」、新田を「兄弟」と呼ぶなど、なぜか言動もヤクザに近い。
新田 吾郎（演：片桐竜次）
先輩刑事は単に「新田」、後輩たちは「ゴロさん」と呼ぶ。作戦時は尖兵役を務めることが多く、金庫破り、ピッキング、ヘリコプター操縦などの特殊技能を持つ実力派。饒舌でもあり、戦闘中も平然とジョークを飛ばす。
原田 進司（演：中西良太）
MP最若手でヤンキーのようなファッションスタイルを好む。仲間からは常に「進司」と下の名前で呼ばれる。バイクの運転と身軽な体躯を活かした戦術を得意とする一方、人の好い性格が弱点。愛車はカワサキ・350TR。戦闘時はバイクで敵をなぎ倒す技も使用する。
緑川 悠子（演：堀川まゆみ）
MPの紅一点。仲間からは常に「悠子」と下の名前で呼ばれる。英語が堪能なバイリンガルで、端麗な容姿を活かした潜入捜査が得意。格闘や射撃も臆することなくこなす。
八代 浩幸（演：土屋嘉男）
第1話に登場。同話時点でのMPのキャップ。豪放かつ決断力に優れた人物でメンバーの信頼も厚かったが、廃車処理場で捕らわれた松村を救い出すため1人で突入した際に神崎と部下の銃弾を全身に浴び、松村救出直後に氷室たちに看取られながら殉職を遂げた。

### ジャパンマフィア
MPが壊滅を目指した、日本最大の犯罪組織。日本全土の犯罪勢力を掌握しているだけでなく、海外のマフィアとも提携し、通常の警察力では対処不可能な巨大な地下帝国となった。幹部の中には、一般社会に潜み民間の優良企業を経営している者など、社会的地位の高い者が少なくない。
組織の資金源は強盗・殺人請負・密輸・銃器密売などありとあらゆる犯罪であるが、沖縄の無人島で密造しているヘロインが収益の大半を占めていたため、MPに麻薬精製部門を壊滅させられたことで、組織が崩壊した。
三田村 亮介（演：島田正吾）
政界の影のフィクサーにしてJMの絶対的最高権力者。巨大犯罪組織を一代にして築き上げた怪物。セリフは少ないが、口を開いた時の重々しい口調には、威厳と迫力が満ち溢れている。#1～#7、#10、#13、#15に登場したが最終話である#16には一切登場しないため、組織壊滅後の消息は明らかでない。
富樫 謙司（演：仲谷昇）
元地裁判事で、表向きは富樫法律事務所を経営する切れ者。三田村の右腕としてJM全体に強大な影響力を持ち、組織幹部ですら「先生」と一目置く存在である。三田村同様#1～#7、#10、#13、#15に登場したが#16に登場せず、組織壊滅後の消息は不明。
神崎 勝（演：中尾彬）
#1に登場。富樫と共に三田村の補佐役を務めるJM最高幹部のひとりで、凄腕の殺し屋。八代を始末するという目的を果たして自動車で逃走しようとしたところを氷室に撃たれる。そのままJM最高幹部会議の会場にたどり着くも、氷室の銃弾によって致命傷を負っていたため、席に座って間もなく、幹部達の眼前で死亡した。
坂本（演：河原崎次郎）
#2に登場。麻薬Gメン主任で、氷室がMPに所属する以前からの顔見知りであるが、裏の顔であるJMヘロイン密輸部門No.1の地位を利用し、押収した麻薬を闇市場に流していた。氷室からの「宣戦布告」に応じて前島組幹部とともに市民会館でMPを迎え撃つも幹部は全滅。自身も氷室に射殺された。
前島（演：菅貫太郎）
#2に登場。芸能プロダクションや不動産会社を隠れ蓑に、麻薬を密売する前島組組長。失策を重ねたため坂本の部下に射殺された。
古賀 礼次（演：ジョニー大倉）
#3に登場。元自衛隊レンジャー部隊隊員で超一流のスナイパー。JMと政界の癒着を法廷で証言しようとする組織の裏切者・神保（演：浜田晃）の命を狙う。裁判所の入口に入ろうとする神保を、近くのビル高層階から狙撃しようとするが、地上にいた新田の飛び出しに気を取られた直後に氷室に逆に狙撃され死亡した。
石神 聖子（演：田口久美）
#4に登場。賭博組織のボスであり、国際的社交界にも幅広い人脈を持つ。MPは彼女を捕らえ、JM創設祝賀特設カジノの開催場所を聞き出そうとするが、JMも警視総監（演：早川雄三）を拉致して彼女との交換を迫った。自動車で逃走を図るが、松村にガラス越しの狙撃をされ死亡。車内にあった招待状を松村が見つけたことにより、カジノ会場は警察の手入れで壊滅した。
ケイ 三好（演：ジャネット八田）
#5に登場。武器密輸組織のボス。表向きは芸能プロダクションの社長で、ラジオのDJも務めるが、その放送内容は音楽リクエスト番組に見せかけた武器密輸の暗号通信だった。氷室を拉致しての爆殺を図るが松村たちの救出作戦により失敗。取引場所も急襲され、氷室とのカーチェイスの果てに彼の銃弾がタイヤに当たって操作が効かなくなりそのまま崖から転落、爆死した。
植村 正樹（演：根上淳）
#6に登場。一流企業の東都観光を経営する裏で、JMの影をちらつかせて会社乗っ取り・吸収を重ねてきた、JM最大の資金提供者である。無数の人間から恨みを買っているため、ボディーガードに24時間身辺警護させており、神経質で小心な言動が目立つ。強固な警備などで要塞化した自宅マンションに立てこもり、強襲にやって来るMPを撃退しようとしたが、直通エレベーターの動力部から侵入されて高層部の自室まで踏み込まれ、屋上からヘリコプターで逃亡しようとしたところを氷室に射殺された。
高森 幸一（演：内田良平）
#7に登場。JM資金調達部門の黒幕。配下の山尾グループが銀行強盗や宝石店襲撃で得た金を、JMの地下銀行へ送り込む役割を担っている。MPを廃墟に追い込んでの銃撃戦を展開し、先に潜入していた新田を人質にして優位に立つも、背後からの芹沢の襲撃で一転して山尾グループは壊滅。自身も松村に撃たれて死亡した。
山尾グループ
#7に登場。数々の武装強盗を繰り返してきた、高森配下の資金調達部隊。メンバーは山尾（演：曽根晴美）・蛭田（演：山西道広）・早苗（演：根岸とし江）・次郎（演：青木卓）。地下銀行の所在地を探るため、新田は金庫破りの腕を売り込んでグループに潜入した。MPとの銃撃戦で山尾・蛭田・早苗は死亡、ただ1人生き残った小心者の次郎は、素直に地下銀行の場所を白状し、新田に「お前はギャングに向いてないから田舎に帰れ」と見逃された。
岩崎 順一郎（演：玉川伊佐男）
#8に登場。政財界の影のフィクサーと呼ばれる大物総会屋。私有する美術館の地下金庫に、密輸した大量の武器弾薬を貯蔵。それらを破壊しようと単独で美術館に乗り込んだ氷室を迎え撃ち、追い詰めるが、下水道経由で地下トンネルを掘って潜入した松村・新田・原田による地下金庫の壁の爆破によって形勢が逆転し、部下とともに射殺される。武器弾薬は岩崎の自室に移っていたが、それも松村によって爆破処理された。
原（演：江角英）
#8に登場。岩崎の秘書。MPが攻めてくるなら下水道からだと看破し、松村たちを絶体絶命の危地に追い込んだ。岩崎とともに氷室に射殺される。
朝倉 泰造（演：金子信雄）
#9に登場。暴力団東新会会長。関東刑務所に服役中だが、小田島所長（演：菅貫太郎）と部下の木戸（演：南道郎）を買収し、自由に振る舞っている。獄中から自身の部下に指令し、懸賞金を争わせて氷室の命を狙った。部下が次々と逮捕されたため、小田島の協力で刑務官に化けて脱獄を図ったが、小田島とともにMPに逮捕され、刑期追加の上、網走刑務所に収監された。ナレーションによるとこのまま獄死したとのこと。
吹上 正義（演：名和広）
#10に登場。JM系総会屋のNo.1。女装趣味があり、配下の特殊部隊にも普段から女装をさせている。日本最大の商社・栄光商事乗っ取りを画策し、JMの息のかかった副社長の佐山（演：加藤和夫）を後釜に据えようと、社長の木田（演：嵯峨善兵）を拉致、別荘での秘密女装パーティーの出し物で殺害しようとした。また、ガソリンスタンドの跡地地下にJMの私設刑務所を所有しており、芹沢と原田を拉致し、処刑を計画した。パーティーはMPの乱入に遭い、女装特殊部隊は全滅。自身も佐山と共に別荘の庭園で氷室に射殺された。
仙波 三郎（演：小笠原弘）
#11に登場。貿易会社を隠れ蓑に、指名手配中のJM幹部を何人も密出国させた人間密輸のエキスパート。その腕を買われて、偽ドル贋造・密輸出組織の黒幕に抜擢された。元過激派の沢木（後述）の国外逃亡を手伝う見返りに、組織の作った偽ドルを東南アジアにばらまく役目を与える。ともに大型輸送船に乗り込んだところでMPの追撃を受け、小型船で逃げようとしたが、追ってきた氷室に射殺された。
沢木 和彦（演：椎谷建治）
#11に登場。元過激派で連続企業爆破犯。国外逃亡までの間、仙波の仕事を手伝っている。原田を捕らえて薬物で操り、MPが奪った偽ドルの原版を取り戻させた上で、MPを本部ごと爆破させようとしたがMPによって作戦は防がれ、沢木は回復した原田に大型輸送船の中で射殺された。
南雲 利三郎（演：南原宏治）
#12に登場。南雲コンツェルン会長。自社工場内に誘拐してきた大勢の医療・研究用麻薬製造技術者を監禁し、純度99%のヘロインを精製させていた。水中から潜入した氷室たちに一度は拘束されるが、部下に命じて工場に残された技術者を人質としたため、交換交渉の果てに解放される。その後ボートで逃げようとしたが、エンジン用の栓を抜かれていたため動けず、MPに部下ごと射殺される。工場もMPによって破壊された。
吉崎 健三（演：田中浩）
#13に登場。服役中の吉崎興業社長。JM設立草創期に、徹底した暴力で対立組織を潰し、JMの日本制覇に大きく貢献した男。MPの活躍で弱体化が目立ってきたJM立て直しのため、吉崎を奪回すべく、JMは三田村直々の指令で保守党幹事長・竹田（演：野口元夫）を誘拐。竹田の解放と引き換えに吉崎の釈放と国外脱出を要求した。自由を確信した吉崎は傲慢な態度で警察を振り回すが、ハングライダーで潜入した氷室と陽動作戦を展開していた芹沢たちによって竹田を奪還。悠子と共に吉崎の護送役を担当していた松村は、無線で一報を聞くと刑務所に引き返さずに海辺の空き地へ向かい、MPが全員そろったところで松村が吉崎を射殺。
石坂（演：大木正司）
#13に登場。竹田誘拐作戦部隊のリーダー。険しい山中の工事事務所に置かれたアジトに竹田を監禁するも、ハンググライダーを駆使した氷室の奇襲により竹田は救出され、部隊は壊滅。自身も氷室が竹田を連れ帰るために奪ったダンプカーにはねられ即死した。
ヒットチーム
#14に登場。JM幹部会直属の暗殺グループ。政治家や暴力団組長など、JMの利益を損なう人間を次々と葬ってきた。人数や名前は組織の中でも秘密扱いとなっている。JMのビル買収計画に徹底抗戦する実業家の西山兄弟が狙われたことを知ったMPは、彼らを護衛すると同時に、狙ってくるヒットチームを片付けようとしたが、実は西山兄弟こそがMPを狙うヒットチームの一員であった。
勝部（演：松山照夫）
ヒットチームの一員。松村とは旧知の元針生組の殺し屋。西山兄弟を狙撃する芝居を打つことで、兄弟をMPの本部に入れ、兄弟がMPたちをニトログリセリンで爆殺するという作戦を練った。隠れ家を突き止めた松村を拉致するも、追ってきた氷室に射殺される。
西山 幸男（演：三上真一郎）、西山清（演：北見敏之）
ヒットチームの一員。勝部に命を狙われる兄弟実業家を装い、護衛を買って出たMPを本部入口のドアを開くと瓶が落ちて建物ごと爆発するニトログリセリンで爆殺しようとした。計画は入り口にいた氷室&松村と中で捕らわれていた新田達の連携でニトロの瓶は確保されて失敗に終わり、自動車で逃走する途中、氷室がひそかに車体に貼り付けておいたニトロの瓶を銃で狙撃され、爆死する。
テツ 宮路（演：岩城滉一）
#15に登場。世界の要人を暗殺してきた超一流のスナイパー。コードネームは「ダンヒル」（吸血鬼の息子＝ダンピールに由来）。氷室抹殺のためにJMに雇われた。アメリカ帰りの陽気な無一文の若者を装いつつパンアメリカン航空ニューヨーク発羽田行き005便に乗って隣に座っていた悠子と羽田で彼女を待っていた原田に接近し、MPの動向を探りつつ何度も氷室の命を狙う。そのかたわら、同じ便に乗っていた、宮路を追うFBI捜査官を射殺。悠子を人質に取り「京浜競馬場」（ロケ地は大井競馬場）で決戦に挑むが、原田が投げた液状閃光手榴弾を撃ったことで隙ができ、氷室に手を撃たれたことで戦闘能力を失って逃走。渋谷で歩行者天国の雑踏に紛れようとしたが、氷室の狙撃により一発で眉間を打ち抜かれ絶命した。
西岡 竜（演：浜田晃）
#16に登場。JM麻薬精製部門のリーダー。沖縄の孤島でヘロインを精製する一方、退屈しのぎのためにJMに人間を拉致させて島に放たせ、仲間たち（演：成瀬正、清水昭博、丹野昌子）とマンハント（人間狩り）を楽しんでいた。新田と原田を拉致し、獲物として狩り立てるが、救出に駆けつけたMPに島を襲撃され、一味は全滅。西岡自身は新田によって射殺された。このヘロイン精製工場が破壊されたことにより、組織最大の収益源を失なったJMは、壊滅の道をたどることになった。

#### 戦闘員
毎回登場し、MPと銃撃戦を繰り広げるJMの末端構成員。黒スーツに黒シャツ、白ネクタイというスタイルが基本だが、回によってネクタイの色が赤などに変わることもある。

## スタッフ
パイロット監督は東映京都から招聘された関本郁夫が担当。ローテーション監督には東映生え抜きの野田幸男、田中秀夫の他、『大都会』以来火曜夜9時枠を支え続けてきた日活出身の長谷部安春や村川透、東宝出身の西村潔など、撮影所間の枠を越えた幅広い人選が行われた。また、同枠には『大都会 PARTII』以来の登板となる舛田利雄も第16話を演出している。文芸面では、テレビ朝日系の『西部警察』の立ち上げに専念するため『探偵物語』に不参加だった永原秀一と峯尾基三が本作品で火曜9時枠に復帰した他、『探偵物語』から引き続き参加となる柏原寛司と宮田雪、新参の高田純らが健筆をふるっている。
音楽は同枠では『大追跡』以来の参加となる大野雄二が担当。主題歌にはロックバンドTALIZMANのリーダーであり、前年にもアニメ『ルパン三世』のエンディング・NG主題歌で大野と組んだ経験を持つ木村昇が起用された。同様に大野と多数の作品でコンビを組み、『大都会』以降の火曜9時枠の選曲もほぼ一貫して務めてきた鈴木清司が『探偵物語』から引き続いて音楽監督としてクレジットされているが、本作品では音楽メニューの製作に関与したのみで、本編BGMの選曲には関わっていない。
- 企画 - 加藤教夫（日本テレビ）、小沢啓一郎（東映）
- プロデューサー - 山口剛（日本テレビ）、武居勝彦（東映）、瀬戸恒雄（東映）（第3話 - ）
- 音楽 - 大野雄二
  - 音楽監督 - 鈴木清司
  - 音楽プロデューサー - 飯田則子（日本テレビ音楽）
- 撮影 - 中島芳男、飯村雅彦、仙元誠三、大町進、長谷川清
- 照明 - 萩原猶義、篠崎豊治、小林芳雄、渡辺三雄
- 録音 - 林鉱一、川島一郎、宮下光威
- 美術 - 大橋豊一、藤田博、北川弘
- 編集 - 戸田健夫、田中修、鈴木宏始、祖田冨美夫
- 記録 - 高津省子、浅附明子、宮本衣子、槇坪多鶴子、勝原繁子
- 効果 - 沢地正幸
- 選曲 - 新井明美（東映音楽出版）
- 助監督 - 中井俊夫、阿井正樹、原隆仁、澤井信一郎、佐伯俊道、深町秀煕、吉崎元
- 監督助手 - 柴田敏彦、鹿島勤
- 計測(撮影助手) - 岡野貞雄、大町進、米原良次、高橋達美、今実、金井義治、池田健策
- 照明助手 - 磯山忠雄、井上幸男
- 編集助手 - 竹内利之、高橋真由美
- 製作進行 - 市川幸嗣
- 装置 - 小島頼重、嶋田春夫
- 装飾 - 金田孝夫、五十嵐靖治、橋本俊雄、門明淳
- 衣装 - 堀口栄、福崎精吾、東映衣裳
- 美粧 - 入江荘二、宮島孝子（入江美粧）
- 制作担当 - 石川通生
- 進行主任 - 横山和幸、高井義典
- 俳優担当 - 依田進
- 技斗 - 西本良治郎（ジャパン・アクション・クラブ）
- スチール - 加藤光男
- 番組宣伝 - 山口晋（日本テレビ）
- 現像 - 東映化学
- ナレーター - 清水峰夫
- 衣装協力 - キャラバン、青山EIKO
- モデルガン提供 - コクサイ
- 協力(第16話) - 久米島観光協会、久米島観光ホテル、久米島エスコートサービス、全日空
- 制作協力 - 東映東京撮影所
- 制作 - 東映

## 主題歌

### オープニングテーマ
『「大激闘」のテーマ』
作曲・編曲：大野雄二、演奏：YOU & THE EXPLOSION BAND

### エンディングテーマ
『愁いの街〜HOW CAN YOU LOVE THE CITY』
作詞：奈良橋陽子、作曲・編曲・プロデュース：大野雄二、唄：木村昇（TALIZMAN）、演奏：YOU & THE EXPLOSION BAND
（第1 - 3話エンディングでは『憂いの街』とクレジットされている）

## 放映リスト
| 話数 | サブタイトル         | 脚本     | 監督       | ゲスト | 視聴率 |
| ---- | -------------------- | -------- | ---------- | --- | ------ |
| 1    | マフィアからの挑戦   | 永原秀一 | 関本郁夫   | 中尾彬 土屋嘉男 河津清三郎、原良子、辻萬長 出光元、南雲佑介、東龍明 関山耕司、大和義武、木村修、福岡正剛 清水照夫、溜健二、益田哲夫、甲斐道夫                                                                                                  | 11.9   |
| 2    | No.1抹殺計画         | 柏原寛司 | 関本郁夫   | 河原崎次郎、菅貫太郎 鹿内孝、山本昌平、遠藤征慈 渡辺とく子、庄司三郎、堀礼文 桐原信介、佐川二郎、山浦栄、山田光一 笹入舟作、大泉公孝、城春樹、斉藤忠広                                                                                         | 9.9    |
| 3    | 狙撃者を撃て         | 峯尾基三 | 長谷部安春 | ジョニー大倉 今井健二、浜田晃 久富惟晴、藤山浩二 原田君事、宮地謙吾、三島新太郎 大島博樹、秋野陽介、片桐二郎 佐々森勇二、佐藤達郎、渋谷昌道、益尾久子                                                                                          | 12.8   |
| 4    | 切り札は黒いクイーン | 山本英明 | 長谷部安春 | 田口久美 早川雄三 内田勝正 角友司郎、清水照夫、大島宇三郎 小野正、大辻慎吾、深田卓也 | 14.0   |
| 5    | シンジケートの女     | 高田純   | 野田幸男   | ジャネット八田 団次朗、中田博久 田島義文、沢田情児 団巌、五野上力、不知火艶 高野隆志、町田政則、三浦伸、桑原一人 新井英騎、吉宮慎一、大崎裕子、平野真理                                                                                        | 9.2    |
| 6    | 殺しの追跡           | 永原秀一 | 野田幸男   | 根上淳 山口美也子 原口剛、友金敏雄 木樽研三、土佐一太、小池雄介 溝川吉則、岩尾拓志、鈴木秋夫、川村京子 | 9.6    |
| 7    | 地下銀行襲撃         | 宮田雪   | 村川透     | 内田良平 曽根晴美、根岸とし江 山西道広、青木卓 グラハム・ハルム、ひとみ麗、山本緑、高野晃大 大塚之裕、上坂力、佐々森勇二、吉沢勝 佐藤達郎、鈴木敬、渋谷昌道、左伴和幸                                                                          | 7.6    |
| 8    | 破壊                 | 柏原寛司 | 村川透     | 玉川伊佐男 江角英、高橋明 清水宏、重松収 畑中猛重、浅見小四郎 幸英二、隼田勇蔵、大前田武 | 9.1    |
| 9    | 殺人刑務所           | 峯尾基三 | 西村潔     | 金子信雄 菅貫太郎、鹿内孝 石橋雅史、沖田駿一、南道郎 檀喧太、黒崎勇、宮崎靖男 清水照夫、沢田浩二、大島博樹、木村修 山浦栄、村添豊徳、長尾信、泉福之助 斉藤忠広、大村浩之、上田三津子、三原玲奈                                                 | 9.0    |
| 10   | 処刑儀式             | 高田純   | 野田幸男   | 名和広 嵯峨善兵 小林勝彦、加藤和夫 福本清三、秋野陽介 木村清輝、永谷悟一、団巌 佐川二郎、島田雄三、菅田朝行 | 15.8   |
| 11   | 爆殺マシーン         | 宮田雪   | 野田幸男   | 桑山正一 小笠原弘 椎谷建治、新海丈夫 滝川潤、滝沢双、亀山達也 町田政則、ジョージ・ハルム、かまくら文太 田中雅比呂、木村一友、塚村秀夫、小松博之                                                                                                | 10.6   |
| 12   | 潜行大作戦           | 峯尾基三 | 長谷部安春 | 南原宏治 八名信夫、黒部進 吉良冬太、三浦伸、添田聡司 宍原正美、大川泉、見城貴信 佐川二郎、泉福之助、美原亮三、長尾信 小山昌幸、桑原一人、牧野雅一、田中洋介 後藤利之、星岡秀臣、松島敏雄、喜多村通                                             | 13.5   |
| 13   | スカイライダー大作戦 | 永原秀一 | 長谷部安春 | 田中浩 野口元夫、船戸順 大木正司、相馬剛三、玉村駿太郎 岡幸次郎、山浦栄、木村修、五野上力 井原啓介、五十嵐一成、氷室浩二、那知正彦 渡会健太、藤木俊一、長谷部亮、舟久保一之 伊藤慶子、赤石富和、鈴木秋夫、新井英騎 ハングライダー指導:BIG BIRD | 8.6    |
| 14   | ハンター・キラー     | 柏原寛司 | 田中秀夫   | 三上真一郎 藤山浩二、北見敏之 松山照夫、たこ八郎 幸英二、比良元高、渋谷昌道 高野隆志、久保田鉄男、日詰康裕 | 8.2    |
| 15   | 005便で来た狙撃者    | 高田純   | 田中秀夫   | 岩城滉一 久遠利三、須賀良 宮城健太狼、山中健次、小菅陽平 佐田豊二、野沢勝、ライナー・ゲィスマン クレーグ・サワー、ドナルド・ディワソン、ウィリー・ドーシィ、ユセフ・オスマン                                                                   | 11.8   |
| 16   | 人間狩り             | 峯尾基三 | 舛田利雄   | 浜田晃、中田博久 成瀬正、清水昭博 木樽研三、友金敏雄、大前田武 丹野昌子、斉藤忠宏、星純夫 大村浩之、大島博樹、佐藤鬼太郎、黒田努 | 13.8   |

## ネット配信
2015年1月から4月までと2021年2月から5月まで、YouTubeの「TOEIcontents」より配信が行われていた。
2022年10月21日からは、同じくYouTubeの「東映シアターオンライン」（「toei xstream theater」改め）の「据置枠」で、第1・2話が常時無料配信されている。なお同日には『特命刑事』も第1・2話が常時無料配信を開始した。

## ビデオソフト
大激闘マッドポリス'80 / 特命刑事 コンプリートDVD
2015年1月9日発売
品番：DSTD03779 / 全26話（『特命刑事』全10話含）収録 / 発売元：東映ビデオ